# Bukarest
Bukarest (rumænsk: București) er Rumæniens hovedstad og industrielle og kommercielle centrum. Byen ligger i den sydøstlige del af landet ved floden Dâmboviţa.
Efter europæiske standarder er Bukarest ikke en gammel by. Der blev første gang refereret til dens eksistens i 1459. Siden da har byen udviklet sig kraftigt, og i 1862 blev den Rumæniens hovedstad. Efterfølgende har den styrket sin position som centrum for rumænske massemedier, kultur og kunst. Dens arkitektur er en blanding af historisk mellemkrigstid fra den kommunistiske æra og moderne. I perioden mellem de to verdenskrige gav byens elegante arkitektur den tilnavnet "Østens Paris" eller "Lille Paris" (Micul Paris). Selvom mange bygninger og distrikter i byens historiske center blev beskadiget eller ødelagt af krig, jordskælv og Nicolae Ceaușescus program for systematisering, overlevede mange. I de senere år har byen oplevet et økonomisk og kulturelt boom.
Ifølge officielle skøn har Bukarest 1.716.961(2021) indbyggere. Metroområdet, der overskrider det egentlige Bukarest, har omkring 2,1 millioner indbyggere. Hvis man også tilføjer satellitbyerne i det omkringliggende område er befolkningsstørrelsen i Bukarests metropolområde på 2,6 millioner mennesker. Bukarest er den sjette største by i Den Europæiske Union efter befolkning inden for bygrænserne.
Økonomisk er byen den mest velstående i Rumænien og er en af industriens og transportens hovedcentre i Østeuropa. Som den mest udviklede by i Rumænien har Bukarest også en bred vifte af uddannelsesfaciliteter.
Byen er egentligt administrativt kendt som Municipiul Bucureşti (Bukarest Kommune) og har det samme administrative niveau som et amt, idet det yderligere er inddelt i seks sektorer.

## Etymologi
Traditionen kobler grundlæggelsen af Bukarest sammen med navnet Bucur, som enten var en prins, en fredløs, en fisker eller en hyrde ifølge forskellige legender. Navnet Bucur (fra "bucurie" som betyder "glæde") er af thrakisk-dakisk oprindelse.
En borger i byen kaldes en bukarester.

## Historie
Bukarests historie veksler mellem perioder med udvikling og forfald fra de tidlige bosættelser i antikken og til dens status af at være hovedstad i slutningen af det 19. århundrede.
Byen er første gang nævnt som "Bucureşti Citadel" i 1459, hvor den blev residens for den valakiske prins Vlad Dracula. Det gamle prinsehof, Curtea Veche, blev bygget af Mircea Ciobanul, og under de efterfølgende herskere blev Bukarest etableret som sommerresidensen for hoffet, hvilket gjorde at byen konkurrerede med Târgovişte som hovedstad efter et tiltag i betydning af det sydlige Muntenien på grund af krav fra den suzeræne magt, det Osmanniske Rige.
Eftersom osmannerne havde nedbrændt byen og den i kort tid havde været forladt af prinserne blev den i begyndelsen af det 17. århundrede genopbygget og fortsatte herefter med at vokse i størrelse og velstand. Dens centrum var beliggende omkring gaden "Uliţa Mare", som siden 1589 har været kendt under navnet Lipscani. Før 1700'erne blev gaden det vigtigste handelscenter i Valakiet og blev permanent placering for det valakiske hof efter 1698 (begyndende med regenten Constantin Brâncoveanu).
Da byen dels blev destrueret af naturlige katastrofer og genopbygget flere gange gennem de næste 200 år og også blev ramt af Carageas pest i 1813-1814, blev byen vristet fra det osmanniske overherredømme og flere gange besat af det habsburgske monarki (1716, 1737, 1789) og det Russiske Kejserrige (tre gange mellem 1768 og 1806). Det blev indordnet russisk administration mellem 1828 og Krimkrigen med en mellemliggende periode under den Bukarestcentrerede Valakiske revolution 1848, og en østrigsk garnison overtog efter det russiske frafald (de vedblev i byen indtil marts 1857). Derudover fortærede en brand den 23. marts 1847 omkring 2.000 bygninger i Bukarest og ødelagde derved en tredjedel af byen. Det sociale skel mellem rig og fattig blev dengang beskrevet af Ferdinand Lassalle som "et brutalt ruskomsnusk".

## Transport
Offentlig transport
Det omfattende offentlige transportsystem i Bukarest er det største i Rumænien. Det omfatter Bukarest Metro og busser, sporvogne, trolleybusser og letbaner. Derudover er der et privat minibussystem. Metroen og den øvrige transport blev tidligere drevet af to uafhængige firmaer, men de blev i 2007 fusioneret til et stort selskab, Bukarest Metropolitan Transport Board. Pr. 2007 er der en grænse på 10.000 taxa-licenser, hvilket er en nedgang fra 25.000 i 1990’erne.
Lufthavne
Byen betjenes af to separate lufthavne: Henri Coandă International Airport (tidligere Otopeni) og Aurel Vlaicu International Airport (tidligere Băneasa). Henri Coandă er den største lufthavn i Rumænien med 5 mio. passagerer i 2007 og knudepunkt for den nationale operatør TAROM. Der er en række ruter til en række internationale lufthavne. Den mindre Aurel Vlaicu International Airport bruges til charterflyvning og lavbudget selskaber.
Jernbaner
Bukarest er centrum for Rumæniens nationale jernbanenetværk, drevet af Căile Ferate Române. Hovedstation er Gara de Nord, (station nord), der har forbindelse til alle store byer i Rumænien og ligeledes internationale destinationer som Beograd, Budapest, Sofia, Wien, Prag, Moskva, Istanbul, Chisinau og mange andre europæiske destinationer. Byen har ligeledes fem andre stationer drevet af CFR hvor de vigtigste er Basarab (i nærheden af Gara de Nord), Obor, Baneasa og Progresu.
Infrastruktur
Byens vejnetværk er koncentreret omkring en serie af højkapacitetsboulevarder der som hovedregel stråler ud fra byens centrum til forstæderne. Hovedakserne der løber nord-syd, øst-vest og nordvest-sydøst, samt en inder- og en yderring, tager hovedparten af trafikken. Byens veje er sædvanligvis meget proppede i myldretiden grundet en forøgelse af bilejerskabet i de seneste år. Hver dag er der mere end en million køretøjer i byen. Dette har resulteret i at slid og huller kan ses på mange af Bukarests gader, især på de sekundære veje.

## Lov og regering

### Administration
Bukarest har en unik status i den rumænske administration, da den er den eneste kommune, der ikke er en del af et distrikt. Byens indbyggertal er dog større end i nogen af landets distrikter, og dermed har Bukarests rådhus (Primăria Generală), der er byens lokale regeringsorgan, den samme – hvis ikke større – magt end de rumænske distriktsråd.
Byens regering ledes af borgmesteren (Primar General), for tiden (pr. 2025) Nicușor Dan. Beslutninger diskuteres og vedtages af byrådet (Consiliu General), der består af 55 valgte medlemmer. Derudover er byen inddelt i seks administrative sektorer (sectoare), som hver især har deres eget råd med 27 pladser, rådhus og borgmester. Magten over et bestemt lokalområde i byen er således delt mellem lokalrådet og centralrådet med kun ringe autoritær overlapning. Den generelle regel er, at centralrådet er ansvarlig for i byen gennemgående foranstillinger, såsom forsynings- og transportsystemerne samt hovedgaderne, mens lokalrådene opretholder kontakt til borgerne samt vedligeholder parker, skoler og lignende.
De seks sektorer er nummererede fra et til seks og er fordelt radialt, således at hver enkelt sektor har en del af centrumarealet under dets administration. De er nummereret med uret rundt og er yderligere inddelt i kredse uden nogen form for administration (cartiere):
- Sektor 1: Dorobanţi, Băneasa, Aviaţiei, Pipera, Aviatorilor, Primăverii, Romană, Victoriei, Herăstrău, Bucureştii Noi, Dămăroaia, Strǎuleşti, Chitila, Griviţa, 1 Mai, Băneasa Forest, Pajura, Domenii og en lille del af Giuleşti – delen med Giuleşti Stadium
- Sektor 2: Pantelimon, Colentina, Iancului, Tei, Floreasca, Moşilor, Obor, Vatra Luminoasă, Fundeni, Ştefan cel Mare
- Sektor 3: Vitan, Dudeşti, Titan, Centrul Civic, Balta Albă, Dristor, Lipscani, Muncii, Unirii
- Sektor 4: Berceni, Olteniţei, Giurgiului, Văcăreşti, Timpuri Noi, Tineretului
- Sektor 5: Rahova, Ferentari, Cotroceni, 13 Septembrie, Dealul Spirii
- Sektor 6: Giuleşti, Crângaşi, Drumul Taberei, Militari, Grozǎveşti (also known as Regie), Ghencea

Ligesom alle andre lokale råd i Rumænien bliver Bukarests sektorråd, byrådet og byens borgmester valgt hvert fjerde år af indbyggerne. Endvidere har Bukarest en præfekt, der udvælges af Rumæniens regering. Det er ikke tilladt for præfekten at være medlem af et politisk parti. Præfektens rolle er at repræsentere den nationale regering på lokalt plan og dermed agere som forbindelse og gennemføre nationale udviklingsplaner og regeringsprogrammer lokalt. Den nuværende præfekt (pr. 2007) er Călin Deaconescu.
Bukarest kommune udgør sammen med det omkransende distrikt, Ilfov, udviklingsområdet Bucureşti-Ilfov, hvilket er ækvivalent til NUTS-områderne i den Europæiske Union og bruges af den Europæiske Union og den rumænske regering til statistisk analyse og regional udvikling. Bucureşti-Ilfov-udviklingsområdet er dog ikke en administrativ entitet.

### Retssystem
Bukarests retssystem fungerer på mange punkter ligesom retssystemerne i de rumænske amter. Hver af de seks sektorer har deres egne lokale tribunaler, mens appeller af domme fra disse tribunaler, samt meget alvorlige sager, sendes videre til Bukarests appeldomstol, som er byens kommunale domstol. Bukarest er også hjemsted for Rumæniens højesteret Înalta Curte de Casaţie şi Justiţie,  såvel som andre nationale retsinstanser såsom Rumæniens forfatningsdomstol og det nationale militærtribunal.
Bukarest har sin egen kommunale politistyrke, Bukarest Politi (Poliţia Bucureşti), som er ansvarlig for at bekæmpe kriminalitet i hele byen, og som har en række specielle afdelinger. Bukarest Politi har hovedkvarter på Ştefan cel Mare Blvd i byens midte, og flere distrikter rundt omkring i byen. Fra 2004 og frem har hvert rådhus også en lokal politistyrke, Poliţia Comunitară, under sig, som skal tage sig af problemer i lokalsamfundet. De generelle inspektorater af Gendarmeriet og det nationale politi ligger også i Bukarest.

### Kriminalitet
Bukarests kriminalitetsrate er temmelig lav sammenlignet med kriminalitet i andre østeuropæiske hovedstæder – det samlede antal forbrydelser aftog med 51 % mellem 2000 og 2004. Specielt er raten af voldsrelateret kriminalitet forblevet meget lav, med 24 mord og 1069 andre voldelige forbrydelser i 2004. Delvist på grund af, at der for nylig har været flere politiaktioner mod organiserede forbryderbander, såsom Cămătaru-klanen, har organiseret kriminalitet generelt en stærkt reduceret påvirkning på det offentlige liv. Småkriminalitet er dog langt mere udbredt, specielt i form af lommetyveri, som hovedsageligt foregår i byens offentlige transport. Derudover er regulært bondefangeri også udbredt, specielt overfor turister, selvom antallet af disse snyderier er aftaget i de seneste år. Kriminalitetsniveauet er højere i byens sydlige distrikter, specielt i Ferentari, et socialt belastet område, som hovedsageligt bebos af romaer.
På trods af at mange gadebørn var et problem i Bukarest i 1990'erne, er antallet faldet markant i de seneste år, for øjeblikket er niveauet omkring eller under gennemsnittet for europæiske hovedstæder. Det samme er gældende for tiggere og hjemløse, der hovedsagelig er fra roma-minoriteten. Der er dog stadig et estimeret antal gadebørn på 1.000 i byen, hvoraf mange er involveret i småkriminalitet og tiggeri. Der har også været spekulationer om hvorvidt gadebørn rekrutteres af professionelle undergrundsnetværk til kriminelle formål. Fra 2000 har Bukarest oplevet en stigning i illegale gadeløb, der hovedsageligt foregår om natten i byens udkant eller industriområder.
Et signifikant problem i byen er til stadighed politisk korruption, der ses som det vigtigste lov-og-ret-relaterede problem i byen.

## Økonomi
Bukarest er den mest økonomisk udviklede og industrialiserede by i Rumænien, idet den producerer omkring 21 % af landets BNI og cirka en fjerdedel af dets industrielle produktion, mens den kun tegner sig for 9 % af landets befolkning. Næsten en tredjedel af de nationale skatter betales af Bukarests indbyggere og virksomheder. Baseret på lokal købekraft har Bukarest en BNI per person på 64,5 % af gennemsnittet i EU (2004) og mere end det dobbelte af det rumænske gennemsnit. Baseret på det faktum at Bukarest producerer omkring 21 % af Rumæniens BNI for en befolkning på cirka 2 millioner ville BNI (købekraftsparitet) per person for byen være US$30.057. Byens stærke økonomiske vækst har genoplivet infrastrukturen og ledt til udviklingen af mange indkøbscentre og moderne beboelseskomplekser samt kontorbygninger i højhusformat. I september 2005 var Bukarests arbejdsløshedsrate på 2,6%, hvilket er betydeligt lavere end den nationale arbejdsløshedsrate på 5,7 %.
Bukarests økonomi er hovedsageligt baseret på industri og service, hvoraf især servicesektoren de sidste ti år er steget i betydning. Byen fungerer som hovedkvarter for 186.000 virksomheder, inklusiv næsten alle store rumænske firmaer. En vigtig kilde til vækst siden 2000 har været byens ejendoms- og byggeboom, som har resulteret i en mærkbar vækst i byggesektoren. Bukarest er også Rumæniens største center for informationsteknologi og kommunikation og er desuden hjemsted for adskillige softwarevirksomheder. Bukarest huser Rumæniens største fondsbørs, Bursa de Valori Bucureşti, som i december 2005 blev slået sammen med den Bukarest-baserede elektroniske fondsbørs, Rasdaq.
Byen har en række internationale supermarkedskæder såsom Carrefour, Cora og METRO. For tiden gennemgår byen et detailboom med et stort antal supermarkeder og hypermarkeder, der øges hvert år. De største moderne indkøbscenter i Bukarest er Bucureşti Mall, Plaza Romania, City Mall, Jolie Ville Galleria og Unirea Shopping Center. Dog er der også mange traditionelle markeder; et, kaldet Obor, dækker omkring et dusin gader, og mange store butikker, der ikke officielt er en del af markedet, ligger i naturlig forlængelse deraf og gør dermed markedsområdet cirka dobbelt så stort.

## Arkitektur
Bukarests arkitektur er særdeles eklektisk grundet den meget forskelligartede indflydelse på byen gennem dens historie. Byens centrum er en blanding af middelalderlige, neoklassiske og art nouveau-inspirerede bygninger, såvel som 'neo-rumænske' bygninger dateret fra begyndelsen af det 20. århundrede og en bemærkelsesværdig samling af moderne bygninger fra 1930'erne og '40'erne. Den udprægede utilitaristiske arkitektur fra den kommunistiske æra er også repræsenteret. Byen er i de senere år blevet invaderet af nutidige kontorbygninger såsom skyskrabere, hovedsageligt konstrueret efter 2000. Parlamentets Palads huser Rumæniens parlament og er verdens tungeste bygning.
I koncerthuset Rumænsk athenæum afholdes med varierende intervaller George Enescu Festival til ære for den rumænske komponist George Enescu.

## Venskabsbyer
Bukarests venskabsbyer er:
- Athen, Grækenland (siden 1993)
- Atlanta, USA (siden 1994)
- Amman, Jordan (siden 1999)
- Ankara, Tyrkiet
- Beijing, China (siden 2005)
- Chişinău, Moldova
- Montreal, Canada
- Nicosia, Cypern (siden 2004)